# توماس کراس (حکاک)
توماس کراس، پسر، (حدود. ۱۶۸۳–۱۷۳۲) یک حکاک و هنرمند چاپگر انگلیسی بود که در نیمه دوم قرن هفدهم و آغاز قرن هجدهم به‌طور گسترده با چاپ موسیقی کار کرد. او عمدتاً به خاطر حکاکی‌های نفیس موسیقی و اولین کسی که نت‌های موسیقی را از صفحه منتشر کرد، شناخته می‌شود اولین اثر شناخته شده او در زمینه موسیقی برای دوازده سونات پرسل در سه قسمت (حدود ۱۶۸۰) بود.